# Seznam památných stromů v okrese Tachov
Toto je seznam památných stromů v okrese Tachov, v němž jsou uvedeny památné stromy na území okresu Tachov.
| Název                                          | Obrázek                                        | Umístění                                                    | Druh | Obvod [v cm] | Kód wikidata     | Galerie                                                             | Poznámka |
| ---------------------------------------------- | ---------------------------------------------- | ----------------------------------------------------------- | --- | --- | ---------------- | ------------------------------------------------------------------- | --- |
| Bažantovská lípa                               |                                                | Bažantov 49°44′32″ s. š., 12°34′26″ v. d.                   | lípa malolistá                                                                                            | 400 | 102265 Q11063252 | Kategorie „Bažantovská lípa“ na Wikimedia Commons                   | 30 metrů vysoká lípa v polích u kóty 669, asi 0,7 km jihovýchodně od bývalé osady Bažantov.                                                                            |
| Boněnovská lípa                                |                                                | Boněnov 49°54′40″ s. š., 12°47′10″ v. d.                    | lípa velkolistá                                                                                           | 350 | 102264 Q11228262 | Kategorie „Boněnovská lípa“ na Wikimedia Commons                    | 25 metrů vysoká lípa v polesí Podhora u bývalého mlýna nad Čiperkou.                                                                                                   |
| Borská alej                                    |                                                | Bor u Tachova 49°42′1″ s. š., 12°46′47″ v. d.               | dub letní (115)                                                                                           | & Chyba ve výrazu: Neočekávaný operátor / Chyba ve výrazu: Neočekávaný operátor / Chyba ve výrazu: Neočekávaný operátor / Chyba ve výrazu: Neočekávaný operátor / Chyba ve výrazu: Neočekávaný operátor / Chyba ve výrazu: Neočekávaný operátor / Chyba ve výrazu: Neočekávaný operátor / Chyba ve výrazu: Neočekávaný operátor / Chyba ve výrazu: Neočekávaný operátor / Chyba ve výrazu: Neočekávaný operátor / Chyba ve výrazu: Neočekávaný operátor / Chyba ve výrazu: Neočekávaný operátor / Chyba ve výrazu: Neočekávaný operátor / Chyba ve výrazu: Neočekávaný operátor / Chyba ve výrazu: Neočekávaný operátor / -1.0000-0 | 102235 Q11233488 | Kategorie „Borská alej“ na Wikimedia Commons                        | Alej 115 dubů podél silnice Bor-Stráž. |
| Borský kaštan                                  |                                                | Bor u Tachova 49°42′47″ s. š., 12°46′43″ v. d.              | jírovec maďal                                                                                             | 300 | 102263 Q11233518 | Kategorie „Borský kaštan“ na Wikimedia Commons                      | 30 metrů vysoký jírovec maďal na městském hřbitově vpravo od vchodu u zdi.                                                                                             |
| Broumovské smrky v Hamerském údolí             |                                                | Broumov u Zadního Chodova 49°53′26″ s. š., 12°34′20″ v. d.  | smrk ztepilý (10)                                                                                         | & Chyba ve výrazu: Neočekávaný operátor / Chyba ve výrazu: Neočekávaný operátor / Chyba ve výrazu: Neočekávaný operátor / Chyba ve výrazu: Neočekávaný operátor / Chyba ve výrazu: Neočekávaný operátor / Chyba ve výrazu: Neočekávaný operátor / Chyba ve výrazu: Neočekávaný operátor / Chyba ve výrazu: Neočekávaný operátor / Chyba ve výrazu: Neočekávaný operátor / Chyba ve výrazu: Neočekávaný operátor / Chyba ve výrazu: Neočekávaný operátor / Chyba ve výrazu: Neočekávaný operátor / Chyba ve výrazu: Neočekávaný operátor / Chyba ve výrazu: Neočekávaný operátor / Chyba ve výrazu: Neočekávaný operátor / -1.0000-0 | 102239 Q11346660 | Kategorie „Broumovské smrky v Hamerském údolí“ na Wikimedia Commons | Skupina 10 smrků v lesním porostu u Hamerského potoka cca 1,5 km západně od Broumova, poblíž Broumovského zámečku.                                                     |
| Broumovský jasan                               |                                                | Broumov u Zadního Chodova 49°53′4″ s. š., 12°36′50″ v. d.   | jasan ztepilý                                                                                             | 610 | 102269 Q11346689 | Kategorie „Broumovský jasan“ na Wikimedia Commons                   | 32 m vysoký jasan na levé straně lesní cesty pod Broumovem poblíž bývalého mlýna na Hamerském potoce.                                                                  |
| Broumovský smrk                                |                                                | Broumov u Zadního Chodova 49°53′16″ s. š., 12°35′54″ v. d.  | smrk ztepilý                                                                                              | 370 | 102268 Q11346740 | Kategorie „Broumovský smrk“ na Wikimedia Commons                    | 35 metrů vysoký smrk roste pod lesním zámečkem na západním konci obce u bývalého mlýnského náhonu.                                                                     |
| Dubová alej pod Broumovem                      |                                                | Broumov u Zadního Chodova 49°53′4″ s. š., 12°36′30″ v. d.   | dub letní (16)                                                                                            | & Chyba ve výrazu: Neočekávaný operátor / Chyba ve výrazu: Neočekávaný operátor / Chyba ve výrazu: Neočekávaný operátor / Chyba ve výrazu: Neočekávaný operátor / Chyba ve výrazu: Neočekávaný operátor / Chyba ve výrazu: Neočekávaný operátor / Chyba ve výrazu: Neočekávaný operátor / Chyba ve výrazu: Neočekávaný operátor / Chyba ve výrazu: Neočekávaný operátor / Chyba ve výrazu: Neočekávaný operátor / Chyba ve výrazu: Neočekávaný operátor / Chyba ve výrazu: Neočekávaný operátor / Chyba ve výrazu: Neočekávaný operátor / Chyba ve výrazu: Neočekávaný operátor / Chyba ve výrazu: Neočekávaný operátor / -1.0000-0 | 102243 Q11834394 | Kategorie „Dubová alej pod Broumovem“ na Wikimedia Commons          | Stromořadí 16 dubů po pravé straně lesní cesty vedoucí pod Broumov k zámečku poblíž Hamerského potoka.                                                                 |
| Lípy na Jalovém dvoře                          |                                                | Broumov u Zadního Chodova 49°52′47″ s. š., 12°35′15″ v. d.  | lípa velkolistá (2)                                                                                       | & Chyba ve výrazu: Neočekávaný operátor / Chyba ve výrazu: Neočekávaný operátor / Chyba ve výrazu: Neočekávaný operátor / Chyba ve výrazu: Neočekávaný operátor / Chyba ve výrazu: Neočekávaný operátor / Chyba ve výrazu: Neočekávaný operátor / Chyba ve výrazu: Neočekávaný operátor / Chyba ve výrazu: Neočekávaný operátor / Chyba ve výrazu: Neočekávaný operátor / Chyba ve výrazu: Neočekávaný operátor / Chyba ve výrazu: Neočekávaný operátor / Chyba ve výrazu: Neočekávaný operátor / Chyba ve výrazu: Neočekávaný operátor / Chyba ve výrazu: Neočekávaný operátor / Chyba ve výrazu: Neočekávaný operátor / -1.0000-0 | 105425 Q26779891 | Kategorie „Lípy na Jalovém dvoře“ na Wikimedia Commons              | V místě bývalé osady Jalový Dvůr u pomníku padlým v 1. světové válce                                                                                                   |
| Lípy na samotě U Silnice                       |                                                | Horní Kozolupy 49°50′12″ s. š., 12°55′1″ v. d.              | lípa malolistá (2)                                                                                        | & Chyba ve výrazu: Neočekávaný operátor / Chyba ve výrazu: Neočekávaný operátor / Chyba ve výrazu: Neočekávaný operátor / Chyba ve výrazu: Neočekávaný operátor / Chyba ve výrazu: Neočekávaný operátor / Chyba ve výrazu: Neočekávaný operátor / Chyba ve výrazu: Neočekávaný operátor / Chyba ve výrazu: Neočekávaný operátor / Chyba ve výrazu: Neočekávaný operátor / Chyba ve výrazu: Neočekávaný operátor / Chyba ve výrazu: Neočekávaný operátor / Chyba ve výrazu: Neočekávaný operátor / Chyba ve výrazu: Neočekávaný operátor / Chyba ve výrazu: Neočekávaný operátor / Chyba ve výrazu: Neočekávaný operátor / -1.0000-0 | 102240 Q12034718 |                                                                     | V obci |
| Polžický modřín †                              |                                                | Horní Polžice 49°54′ s. š., 12°56′2″ v. d.                  | modřín opadavý                                                                                            | 310 | 102255 Q12046310 | Kategorie „Polžický modřín“ na Wikimedia Commons                    | U rozcestí při východním okraji osady Horní Polžice. Ochrana stromu zrušena 4. září 2019                                                                               |
| Chodovoplánský dub                             |                                                | Chodová Planá 49°53′52″ s. š., 12°43′57″ v. d.              | dub letní                                                                                                 | 465 | 102250 Q11726105 | Kategorie „Chodovoplánský dub“ na Wikimedia Commons                 | 30 m vysoký dub na pravé straně silnice č. 230 za obcí směrem na Mariánské Lázně.                                                                                      |
| Chodovská lípa u Hamerského potoka             |                                                | Chodský Újezd 49°52′49″ s. š., 12°39′21″ v. d.              | lípa malolistá                                                                                            | 450 | 102261 Q11726115 | Kategorie „Chodovská lípa u Hamerského potoka“ na Wikimedia Commons | 23 m vysoká lípa u bývalého mlýna západně od silnice do Zadního Chodova; též pracovní název Lípa u Piaseckého mlýna.                                                   |
| Jadružský jasan                                | Jadružský jasan                                | Jadruž 49°39′14″ s. š., 12°44′24″ v. d.                     | jasan ztepilý                                                                                             | 300 | 102260 Q12022219 | Kategorie „Jadružský jasan“ na Wikimedia Commons                    | 35 m vysoký jasan na návsi u hlavního rybníčku. |
| Smrk pod Bukovou strání †                      |                                                | Jedlina 49°42′39″ s. š., 12°29′52″ v. d.                    | smrk ztepilý                                                                                              | 435 | 102271 Q12055049 |                                                                     | V polesí Lesná, cca 400 m JZ od Flusárenského vrchu, v mělkém uzavřeném údolí jednoho z přítoků Hraničního potoka                                                      |
| Smrk u hájenky v Jedlině †                     |                                                | Jedlina                                                     | smrk ztepilý                                                                                              | & Chyba ve výrazu: Neočekávaný operátor / Chyba ve výrazu: Neočekávaný operátor / Chyba ve výrazu: Neočekávaný operátor / Chyba ve výrazu: Neočekávaný operátor / Chyba ve výrazu: Neočekávaný operátor / Chyba ve výrazu: Neočekávaný operátor / Chyba ve výrazu: Neočekávaný operátor / Chyba ve výrazu: Neočekávaný operátor / Chyba ve výrazu: Neočekávaný operátor / Chyba ve výrazu: Neočekávaný operátor / Chyba ve výrazu: Neočekávaný operátor / Chyba ve výrazu: Neočekávaný operátor / Chyba ve výrazu: Neočekávaný operátor / Chyba ve výrazu: Neočekávaný operátor / Chyba ve výrazu: Neočekávaný operátor / -1.0000-0 | 104475           |                                                                     | U silnice z Jedliny do Staré Knížecí Huti asi 200 m od hájenky; dvojkmen                                                                                               |
| Buk v Kohoutově                                | Buk v Kohoutově                                | Kohoutov u Bezdružic 49°53′49″ s. š., 12°55′5″ v. d.        | buk lesní                                                                                                 | 341 | 105532 Q26790111 | Kategorie „Buk v Kohoutově“ na Wikimedia Commons                    | 19 metrů vysoký buk na okraji obce na křižovatce místních komunikací.                                                                                                  |
| Krasíkovský smrk                               |                                                | Kokašice 49°52′31″ s. š., 12°55′20″ v. d.                   | smrk ztepilý                                                                                              | 445 | 106154 Q73591018 |                                                                     | v údolí Hadovky, pod Krasíkovským vrchem. |
| Dub zimní v Kosově u Boru                      |                                                | Kosov u Boru 49°42′5″ s. š., 12°49′52″ v. d.                | dub zimní                                                                                                 | 586 | 104876 Q26789519 |                                                                     | Dub roste na zahradě rodinného domu čp. 7. |
| Alfrédovská alej                               |                                                | Kostelec u Stříbra 49°41′16″ s. š., 13°1′42″ v. d.          | javor klen (6) lípa malolistá (87) jírovec maďal (8)                                                      | & Chyba ve výrazu: Neočekávaný operátor / Chyba ve výrazu: Neočekávaný operátor / Chyba ve výrazu: Neočekávaný operátor / Chyba ve výrazu: Neočekávaný operátor / Chyba ve výrazu: Neočekávaný operátor / Chyba ve výrazu: Neočekávaný operátor / Chyba ve výrazu: Neočekávaný operátor / Chyba ve výrazu: Neočekávaný operátor / Chyba ve výrazu: Neočekávaný operátor / Chyba ve výrazu: Neočekávaný operátor / Chyba ve výrazu: Neočekávaný operátor / Chyba ve výrazu: Neočekávaný operátor / Chyba ve výrazu: Neočekávaný operátor / Chyba ve výrazu: Neočekávaný operátor / Chyba ve výrazu: Neočekávaný operátor / -1.0000-0 | 102234 Q10775823 | Kategorie „Alfrédovská alej“ na Wikimedia Commons                   | Oboustranná alej původně 101 stromů podél cesty od dvora Alfrédov severozápadním směrem podél pole k lesu; v květnu 2009 vyvrácení 1 lípy a 1 javoru                   |
| Dub u Senětické hájenky                        |                                                | Kostelec u Stříbra 49°41′14″ s. š., 12°59′59″ v. d.         | dub letní                                                                                                 | 400 | 102262 Q11832507 | Kategorie „Dub u Senětické hájenky“ na Wikimedia Commons            | 25 metrů vysoký dub roste v zahradě u lovecké chaty (bývalá hájenka)                                                                                                   |
| Lípa v Křivcích †                              | Lípa u kostela při hřbitovní zdi v obci Křivce | Křivce                                                      | lípa velkolistá                                                                                           | 455 | 105667           | Kategorie „Lípa v Křivcích“ na Wikimedia Commons                    | 30 m vysoká lípa u kostela v rohu hřbitova. |
| Kyjovská lípa †                                |                                                | Kyjov u Zadního Chodova 49°53′12″ s. š., 12°40′32″ v. d.    | lípa malolistá                                                                                            | 415 | 102258 Q12032111 | Kategorie „Kyjovská lípa“ na Wikimedia Commons                      | 27 m vysoká lípa v polích u kapličky cca 100 m od silnice ze Zadního Chodova do Kyjova. Právní ochrana byla zrušena 19. září 2017.                                     |
| Lesenská lípa                                  |                                                | Lesná u Tachova 49°45′14″ s. š., 12°32′13″ v. d.            | lípa velkolistá (2)                                                                                       | & Chyba ve výrazu: Neočekávaný operátor / Chyba ve výrazu: Neočekávaný operátor / Chyba ve výrazu: Neočekávaný operátor / Chyba ve výrazu: Neočekávaný operátor / Chyba ve výrazu: Neočekávaný operátor / Chyba ve výrazu: Neočekávaný operátor / Chyba ve výrazu: Neočekávaný operátor / Chyba ve výrazu: Neočekávaný operátor / Chyba ve výrazu: Neočekávaný operátor / Chyba ve výrazu: Neočekávaný operátor / Chyba ve výrazu: Neočekávaný operátor / Chyba ve výrazu: Neočekávaný operátor / Chyba ve výrazu: Neočekávaný operátor / Chyba ve výrazu: Neočekávaný operátor / Chyba ve výrazu: Neočekávaný operátor / -1.0000-0 | 102237 Q12033033 | Kategorie „Lesenská lípa“ na Wikimedia Commons                      | Skupina 2 lip v obci u vchodu do kostela. |
| Lípa v Lesné na návsi                          |                                                | Lesná u Tachova 49°45′16″ s. š., 12°32′19″ v. d.            | lípa velkolistá                                                                                           | 550 | 102230 Q12034695 | Kategorie „Lípa v Lesné na návsi“ na Wikimedia Commons              | 25 m vysoká lípa na návsi. |
| Lípa v Lesné u pana Hrčína                     |                                                | Lesná u Tachova 49°45′15″ s. š., 12°32′11″ v. d.            | lípa velkolistá                                                                                           | 650 | 102256 Q12034697 | Kategorie „Lípa v Lesné u pana Hrčína“ na Wikimedia Commons         | 20 m vysoká lípa v zahradě čp. 90 – bývalá hospoda. |
| Schönwaldský jasan                             |                                                | Lesná u Tachova 49°43′36″ s. š., 12°31′12″ v. d.            | jasan ztepilý                                                                                             | 640 | 106138 Q73602157 |                                                                     | Jasan roste na lesní louce nedaleko místa, kde jsou stále patrné stopy zdiva sklárny i hájovny ze zaniklé vsi Schönwaldská huť (Schönwalderhütte).                     |
| Lípy u Lomského mlýna                          |                                                | Lom u Tachova 49°48′23″ s. š., 12°42′7″ v. d.               | lípa malolistá (2)                                                                                        | & Chyba ve výrazu: Neočekávaný operátor / Chyba ve výrazu: Neočekávaný operátor / Chyba ve výrazu: Neočekávaný operátor / Chyba ve výrazu: Neočekávaný operátor / Chyba ve výrazu: Neočekávaný operátor / Chyba ve výrazu: Neočekávaný operátor / Chyba ve výrazu: Neočekávaný operátor / Chyba ve výrazu: Neočekávaný operátor / Chyba ve výrazu: Neočekávaný operátor / Chyba ve výrazu: Neočekávaný operátor / Chyba ve výrazu: Neočekávaný operátor / Chyba ve výrazu: Neočekávaný operátor / Chyba ve výrazu: Neočekávaný operátor / Chyba ve výrazu: Neočekávaný operátor / Chyba ve výrazu: Neočekávaný operátor / -1.0000-0 | 102228 Q12034721 |                                                                     | U bývalého mlýna |
| Lomská borovice                                |                                                | Lom u Tachova 49°49′28″ s. š., 12°41′49″ v. d.              | borovice lesní                                                                                            | 481 | 105430 Q26790036 | Kategorie „Lomská borovice“ na Wikimedia Commons                    | V poli v malém lesíku |
| Lípa Jindřicha Kolowrata                       |                                                | Málkov u Přimdy 49°38′51″ s. š., 12°40′51″ v. d.            | lípa velkolistá                                                                                           | 350 | 102224 Q12034630 | Kategorie „Lípa Jindřicha Kolowrata“ na Wikimedia Commons           | Lípa v osadě Málkov. |
| Klen u Mýtského mlýna                          |                                                | Mýto u Tachova 49°47′44″ s. š., 12°34′19″ v. d.             | javor klen                                                                                                | 406 | 102248 Q12029337 | Kategorie „Klen u Mýtského mlýna“ na Wikimedia Commons              | 20 m vysoký javor klen u křížku u Mýtského mlýna. |
| Dub a lípa na Štajnerce                        |                                                | Obora u Tachova 49°48′34″ s. š., 12°30′2″ v. d.             | dub letní (1) lípa malolistá (1)                                                                          | & Chyba ve výrazu: Neočekávaný operátor / Chyba ve výrazu: Neočekávaný operátor / Chyba ve výrazu: Neočekávaný operátor / Chyba ve výrazu: Neočekávaný operátor / Chyba ve výrazu: Neočekávaný operátor / Chyba ve výrazu: Neočekávaný operátor / Chyba ve výrazu: Neočekávaný operátor / Chyba ve výrazu: Neočekávaný operátor / Chyba ve výrazu: Neočekávaný operátor / Chyba ve výrazu: Neočekávaný operátor / Chyba ve výrazu: Neočekávaný operátor / Chyba ve výrazu: Neočekávaný operátor / Chyba ve výrazu: Neočekávaný operátor / Chyba ve výrazu: Neočekávaný operátor / Chyba ve výrazu: Neočekávaný operátor / -1.0000-0 | 105443 Q26779894 |                                                                     | Dub a lípa v lokalitě Štajnerka – louka u bývalé hájenky při jednom ze vstupů do bývalé obory.                                                                         |
| Duby u oborské hájovny                         |                                                | Obora u Tachova 49°46′3″ s. š., 12°54′38″ v. d.             | dub letní (8)                                                                                             | & Chyba ve výrazu: Neočekávaný operátor / Chyba ve výrazu: Neočekávaný operátor / Chyba ve výrazu: Neočekávaný operátor / Chyba ve výrazu: Neočekávaný operátor / Chyba ve výrazu: Neočekávaný operátor / Chyba ve výrazu: Neočekávaný operátor / Chyba ve výrazu: Neočekávaný operátor / Chyba ve výrazu: Neočekávaný operátor / Chyba ve výrazu: Neočekávaný operátor / Chyba ve výrazu: Neočekávaný operátor / Chyba ve výrazu: Neočekávaný operátor / Chyba ve výrazu: Neočekávaný operátor / Chyba ve výrazu: Neočekávaný operátor / Chyba ve výrazu: Neočekávaný operátor / Chyba ve výrazu: Neočekávaný operátor / -1.0000-0 | 102267 Q11834603 |                                                                     | Skupina osmi dubů u bývalé hájenky Obora cca 2 km od přehradní nádrže Lučina v lokalitě nazývané U Zánvita.                                                            |
| Skupina kaštanů u sochy sv. Rodiny v Olbramově |                                                | Olbramov 49°50′35″ s. š., 12°52′2″ v. d.                    | jírovec maďal (4)                                                                                         | & Chyba ve výrazu: Neočekávaný operátor / Chyba ve výrazu: Neočekávaný operátor / Chyba ve výrazu: Neočekávaný operátor / Chyba ve výrazu: Neočekávaný operátor / Chyba ve výrazu: Neočekávaný operátor / Chyba ve výrazu: Neočekávaný operátor / Chyba ve výrazu: Neočekávaný operátor / Chyba ve výrazu: Neočekávaný operátor / Chyba ve výrazu: Neočekávaný operátor / Chyba ve výrazu: Neočekávaný operátor / Chyba ve výrazu: Neočekávaný operátor / Chyba ve výrazu: Neočekávaný operátor / Chyba ve výrazu: Neočekávaný operátor / Chyba ve výrazu: Neočekávaný operátor / Chyba ve výrazu: Neočekávaný operátor / -1.0000-0 | 104355 Q26779889 |                                                                     | na návsi obce kolem sochy sv. Rodiny |
| Jírovcová alej u Olešné                        |                                                | Olešná 49°39′18″ s. š., 12°49′27″ v. d.                     | jírovec maďal (192)                                                                                       | 250 | 102233 Q12027551 | Kategorie „Jírovcová alej u Olešné“ na Wikimedia Commons            | Stromořadí 192 jírovců po obou stranách silnice z Olešné do Bonětic; obvod kmenů od 70 cm do 250 cm.                                                                   |
| Ostrovecká lípa                                |                                                | Ostrovce 49°47′18″ s. š., 12°53′24″ v. d.                   | lípa malolistá                                                                                            | 308 | 105331 Q26789794 | Kategorie „Ostrovecká lípa“ na Wikimedia Commons                    | V jihovýchodním okraji obce u komunikace směrem na Černošín a Svojší                                                                                                   |
| Olše u Mže                                     |                                                | Ošelín 49°46′29″ s. š., 12°52′35″ v. d.                     | olše lepkavá                                                                                              | 378 | 106419           |                                                                     | V břehovém porostu na levém břehu řeky Mže, nedaleko bývalého Šturanckého mlýna, nad soutokem řeky Mže a vodního toku Šárky.                                           |
| Lípa u Pístovského památníku                   |                                                | Pístov 49°55′24″ s. š., 12°46′0″ v. d.                      | lípa malolistá                                                                                            | 325 | 102246 Q12034672 | Kategorie „Lípa u Pístovského památníku“ na Wikimedia Commons       | 27 m vysoká lípa na východním okraji obce v blízkosti památníku obětí pochodu smrti z 2. světové války.                                                                |
| Alej ke Svaté Anně v Plané                     |                                                | Planá u Mariánských Lázní 49°52′38″ s. š., 12°43′50″ v. d.  | dub letní (5) dub červený (9) lípa malolistá (40) lípa velkolistá (40) lípa zelená (29) jírovec maďal (2) | & Chyba ve výrazu: Neočekávaný operátor / Chyba ve výrazu: Neočekávaný operátor / Chyba ve výrazu: Neočekávaný operátor / Chyba ve výrazu: Neočekávaný operátor / Chyba ve výrazu: Neočekávaný operátor / Chyba ve výrazu: Neočekávaný operátor / Chyba ve výrazu: Neočekávaný operátor / Chyba ve výrazu: Neočekávaný operátor / Chyba ve výrazu: Neočekávaný operátor / Chyba ve výrazu: Neočekávaný operátor / Chyba ve výrazu: Neočekávaný operátor / Chyba ve výrazu: Neočekávaný operátor / Chyba ve výrazu: Neočekávaný operátor / Chyba ve výrazu: Neočekávaný operátor / Chyba ve výrazu: Neočekávaný operátor / -1.0000-0 | 104368 Q26790883 | Kategorie „Alej ke Svaté Anně v Plané“ na Wikimedia Commons         | Alej 125 stromů vedoucí z odbočení ze silnice Planá-Chodová Planá západně ulicí Luční ke kostelu a nemocnici Sv. Anny.                                                 |
| Buk u měšťanského pivovaru v Plané             |                                                | Planá u Mariánských Lázní 49°52′10″ s. š., 12°44′28″ v. d.  | buk lesní                                                                                                 | 380 | 104693 Q26789332 | Kategorie „Buk u měšťanského pivovaru v Plané“ na Wikimedia Commons | 19 m vysoký buk v těsné blízkosti bývalého měšťanského pivovaru. |
| Dub u Kráčny †                                 |                                                | Pozorka u Kladrub 49°42′41″ s. š., 12°59′59″ v. d.          | dub letní                                                                                                 | 645 | 102229 Q11832292 | Kategorie „Dub u Kráčny“ na Wikimedia Commons                       | 27 m vysoký dub u polní cesty nad rybníčkem, cca 13 m jihozápadně od zámku. Strom odumřel. Ochrana byla zrušena 1. prosince 2023 za účelem skácení.                    |
| Duby nad Pozorkou                              |                                                | Pozorka u Kladrub 49°42′40″ s. š., 12°59′50″ v. d.          | dub letní (2)                                                                                             | & Chyba ve výrazu: Neočekávaný operátor / Chyba ve výrazu: Neočekávaný operátor / Chyba ve výrazu: Neočekávaný operátor / Chyba ve výrazu: Neočekávaný operátor / Chyba ve výrazu: Neočekávaný operátor / Chyba ve výrazu: Neočekávaný operátor / Chyba ve výrazu: Neočekávaný operátor / Chyba ve výrazu: Neočekávaný operátor / Chyba ve výrazu: Neočekávaný operátor / Chyba ve výrazu: Neočekávaný operátor / Chyba ve výrazu: Neočekávaný operátor / Chyba ve výrazu: Neočekávaný operátor / Chyba ve výrazu: Neočekávaný operátor / Chyba ve výrazu: Neočekávaný operátor / Chyba ve výrazu: Neočekávaný operátor / -1.0000-0 | 102242 Q11834552 | Kategorie „Duby nad Pozorkou“ na Wikimedia Commons                  | Dvojice dubů na poli u silnice z Pozorky na Škapce, poblíž kláštera Kladruby.                                                                                          |
| Lípa u Petrova mlýna                           | Lípa u Petrova mlýna nedaleko Kladrub.         | Pozorka u Kladrub 49°42′21″ s. š., 12°58′45″ v. d.          | lípa malolistá                                                                                            | 600 | 102257 Q12034668 | Kategorie „Lípa u Petrova mlýna“ na Wikimedia Commons               | 30 m vysoká lípa u samoty Petrův mlýn na břehu Úhlavky asi 1,1 km jižně od Kladrub.                                                                                    |
| Prostibořská lípa                              |                                                | Prostiboř 49°39′15″ s. š., 12°53′50″ v. d.                  | lípa malolistá                                                                                            | 370 | 102254 Q12047211 | Kategorie „Prostibořská lípa“ na Wikimedia Commons                  | Na návsi u kaple pod kostelem |
| Mílovská lípa                                  |                                                | Přimda 49°40′34″ s. š., 12°39′16″ v. d.                     | lípa malolistá                                                                                            | 714 | 104877 Q26789520 | Kategorie „Mílovská lípa“ na Wikimedia Commons                      | Za obcí cca 60 m od silnice směrem na Rozvadov, v zaniklé vsi Mílov |
| Mílovský buk †                                 |                                                | Přimda                                                      | buk lesní                                                                                                 | & Chyba ve výrazu: Neočekávaný operátor / Chyba ve výrazu: Neočekávaný operátor / Chyba ve výrazu: Neočekávaný operátor / Chyba ve výrazu: Neočekávaný operátor / Chyba ve výrazu: Neočekávaný operátor / Chyba ve výrazu: Neočekávaný operátor / Chyba ve výrazu: Neočekávaný operátor / Chyba ve výrazu: Neočekávaný operátor / Chyba ve výrazu: Neočekávaný operátor / Chyba ve výrazu: Neočekávaný operátor / Chyba ve výrazu: Neočekávaný operátor / Chyba ve výrazu: Neočekávaný operátor / Chyba ve výrazu: Neočekávaný operátor / Chyba ve výrazu: Neočekávaný operátor / Chyba ve výrazu: Neočekávaný operátor / -1.0000-0 |                  |                                                                     | ppč. 2024, ochrana zrušena 27. února 1994 z důvodu poškození přírodními činiteli, doporučeno odstranění zbytku stromu z bezpečnostních důvodů                          |
| Rájovská trojice                               |                                                | Rájov u Třískolup 49°38′23″ s. š., 12°42′9″ v. d.           | lípa velkolistá (3)                                                                                       | & Chyba ve výrazu: Neočekávaný operátor / Chyba ve výrazu: Neočekávaný operátor / Chyba ve výrazu: Neočekávaný operátor / Chyba ve výrazu: Neočekávaný operátor / Chyba ve výrazu: Neočekávaný operátor / Chyba ve výrazu: Neočekávaný operátor / Chyba ve výrazu: Neočekávaný operátor / Chyba ve výrazu: Neočekávaný operátor / Chyba ve výrazu: Neočekávaný operátor / Chyba ve výrazu: Neočekávaný operátor / Chyba ve výrazu: Neočekávaný operátor / Chyba ve výrazu: Neočekávaný operátor / Chyba ve výrazu: Neočekávaný operátor / Chyba ve výrazu: Neočekávaný operátor / Chyba ve výrazu: Neočekávaný operátor / -1.0000-0 | 102244 Q12050549 | Kategorie „Rájovská trojice“ na Wikimedia Commons                   | V jihovýchodní části osady kolem křížku |
| Malovická borovice                             |                                                | Skviřín 49°43′46″ s. š., 12°48′55″ v. d.                    | borovice lesní                                                                                            | 260 | 106448           |                                                                     | V blízkosti vesnice Malovice. |
| Skviřínský dub                                 |                                                | Skviřín 49°42′56″ s. š., 12°48′47″ v. d.                    | dub letní                                                                                                 | 370 | 102252 Q12054595 | Kategorie „Skviřínský dub“ na Wikimedia Commons                     | V obci pod hřbitovní zdí |
| Slavická lípa                                  |                                                | Slavice u Horních Kozolup 49°49′18″ s. š., 12°56′52″ v. d.  | lípa malolistá                                                                                            | 320 | 102253 Q12054678 | Kategorie „Slavická lípa“ na Wikimedia Commons                      | Západně od kaple na severním konci obce u silnice na Horní Kozolupy |
| Jeřáb u Kosího potoka                          |                                                | Stan u Lestkova 49°51′58″ s. š., 12°49′4″ v. d.             | jeřáb muk                                                                                                 | 190 | 102259 Q12024678 | Kategorie „Jeřáb u Kosího potoka“ na Wikimedia Commons              | 12 m vysoký jeřáb muk u Českého mlýna v údolí Kosího potoka. |
| Lípa Na Farském                                |                                                | Staré Sedliště 49°44′20″ s. š., 12°41′22″ v. d.             | lípa velkolistá                                                                                           | 450 | 102247 Q12034632 |                                                                     | 17 m vysoká lípa u křížku u cesty ze Starého Sedliště na Nové Sedliště, lokalita Na farském, asi 200 m J od hřbitova.                                                  |
| Starosedlišťské lípy                           |                                                | Staré Sedliště 49°44′30″ s. š., 12°41′25″ v. d.             | lípa velkolistá (3)                                                                                       | & Chyba ve výrazu: Neočekávaný operátor / Chyba ve výrazu: Neočekávaný operátor / Chyba ve výrazu: Neočekávaný operátor / Chyba ve výrazu: Neočekávaný operátor / Chyba ve výrazu: Neočekávaný operátor / Chyba ve výrazu: Neočekávaný operátor / Chyba ve výrazu: Neočekávaný operátor / Chyba ve výrazu: Neočekávaný operátor / Chyba ve výrazu: Neočekávaný operátor / Chyba ve výrazu: Neočekávaný operátor / Chyba ve výrazu: Neočekávaný operátor / Chyba ve výrazu: Neočekávaný operátor / Chyba ve výrazu: Neočekávaný operátor / Chyba ve výrazu: Neočekávaný operátor / Chyba ve výrazu: Neočekávaný operátor / -1.0000-0 | 102232 Q12056108 | Kategorie „Starosedlišťské lípy“ na Wikimedia Commons               | U kostela a na hřbitově |
| Akát pod Vačinou †                             |                                                | Strachovice u Bernartic 49°37′22″ s. š., 12°49′44″ v. d.    | trnovník akát                                                                                             | 360 | 102270 Q10729003 | Kategorie „Akát pod Vačinou“ na Wikimedia Commons                   | Akát roste u silnice Planá u Mariánských Lázní-Domažlice. |
| Jadružský smrk †                               | Jadružský smrk                                 | Stráž u Tachova 49°39′36″ s. š., 12°44′52″ v. d.            | smrk ztepilý                                                                                              | 353 | 102249 Q12022222 | Kategorie „Jadružský smrk“ na Wikimedia Commons                     | 25 m vysoký smrk v polesí Bor na křižovatce lesních cest. Strom byl suchý, hrozil jeho pád. Ochrana byla zrušena 26. října 2023 za účelem skácení.                     |
| Malodvorský javor †                            |                                                | Stráž u Tachova                                             | javor klen                                                                                                | 300 | 104476           |                                                                     | U silnice na Kundratice |
| Strážská lípa sv. Jana Nepomuckého             |                                                | Stráž u Tachova 49°40′8″ s. š., 12°46′34″ v. d.             | lípa malolistá                                                                                            | 365 | 106360           | Kategorie „Strážská lípa sv. Jana Nepomuckého“ na Wikimedia Commons | Centrum obce v bezprostřední blízkosti sochy sv. Jana Nepomuckého u kostela sv. Václava                                                                                |
| Smrk v údolí Kozolupského potoka               |                                                | Sviňomazy 49°49′53″ s. š., 13°1′28″ v. d.                   | smrk ztepilý                                                                                              | 414 | 102222 Q12055053 |                                                                     | Na úpatí severního svazu údolí Kozolupského potoka na okraji jasanové olšiny                                                                                           |
| Buk v zámecké zahradě                          |                                                | Svojšín 49°46′1″ s. š., 12°54′37″ v. d.                     | buk lesní                                                                                                 | 331 | 104735 Q26789364 |                                                                     | 26 metrů vysoký buk na západní terase v zámecké zahradě. |
| Dub červený u Skály †                          |                                                | Svojšín 49°46′8″ s. š., 12°55′4″ v. d.                      | dub červený                                                                                               | 331 | 104737           |                                                                     | Původní 23 metrů vysoký dub na východním okraji obce nad soutokem Černošínského potoka s řekou Mží padnul př vychřici 19.5.2013, ochrana byla zrušena.                 |
| Kaštan u kostela                               | kaštan u kostela sv.Petra a Pavla              | Svojšín 49°46′2″ s. š., 12°54′37″ v. d.                     | jírovec maďal                                                                                             | 329 | 104736 Q26789365 | Kategorie „Kaštan u kostela“ na Wikimedia Commons                   | 18 m vysoký jírovec maďal v obci před kostelem sv. Petra a Pavla. |
| Lípy u kapličky sv. Mikuláše                   |                                                | Svojšín 49°45′50″ s. š., 12°54′41″ v. d.                    | lípa malolistá (2)                                                                                        | & Chyba ve výrazu: Neočekávaný operátor / Chyba ve výrazu: Neočekávaný operátor / Chyba ve výrazu: Neočekávaný operátor / Chyba ve výrazu: Neočekávaný operátor / Chyba ve výrazu: Neočekávaný operátor / Chyba ve výrazu: Neočekávaný operátor / Chyba ve výrazu: Neočekávaný operátor / Chyba ve výrazu: Neočekávaný operátor / Chyba ve výrazu: Neočekávaný operátor / Chyba ve výrazu: Neočekávaný operátor / Chyba ve výrazu: Neočekávaný operátor / Chyba ve výrazu: Neočekávaný operátor / Chyba ve výrazu: Neočekávaný operátor / Chyba ve výrazu: Neočekávaný operátor / Chyba ve výrazu: Neočekávaný operátor / -1.0000-0 | 102226 Q12034726 |                                                                     | U kapličky v parku u pěší cesty k nádraží |
| Lípy u kašny na návsi                          |                                                | Svojšín 49°45′59″ s. š., 12°54′38″ v. d.                    | lípa malolistá (2)                                                                                        | & Chyba ve výrazu: Neočekávaný operátor / Chyba ve výrazu: Neočekávaný operátor / Chyba ve výrazu: Neočekávaný operátor / Chyba ve výrazu: Neočekávaný operátor / Chyba ve výrazu: Neočekávaný operátor / Chyba ve výrazu: Neočekávaný operátor / Chyba ve výrazu: Neočekávaný operátor / Chyba ve výrazu: Neočekávaný operátor / Chyba ve výrazu: Neočekávaný operátor / Chyba ve výrazu: Neočekávaný operátor / Chyba ve výrazu: Neočekávaný operátor / Chyba ve výrazu: Neočekávaný operátor / Chyba ve výrazu: Neočekávaný operátor / Chyba ve výrazu: Neočekávaný operátor / Chyba ve výrazu: Neočekávaný operátor / -1.0000-0 | 102227 Q12034727 | Kategorie „Lípy u kašny na návsi“ na Wikimedia Commons              | Na návsi u kašny |
| Svojšínská lípa                                |                                                | Svojšín 49°46′4″ s. š., 12°54′38″ v. d.                     | lípa malolistá                                                                                            | 370 | 102225 Q12057669 | Kategorie „Svojšínská lípa“ na Wikimedia Commons                    | V zámeckém parku |
| Alej u minerálního pramene                     |                                                | Tachov 49°47′41″ s. š., 12°38′41″ v. d.                     | javor mléč javor klen olše lepkavá jírovec maďal lípa                                                     | & Chyba ve výrazu: Neočekávaný operátor / Chyba ve výrazu: Neočekávaný operátor / Chyba ve výrazu: Neočekávaný operátor / Chyba ve výrazu: Neočekávaný operátor / Chyba ve výrazu: Neočekávaný operátor / Chyba ve výrazu: Neočekávaný operátor / Chyba ve výrazu: Neočekávaný operátor / Chyba ve výrazu: Neočekávaný operátor / Chyba ve výrazu: Neočekávaný operátor / Chyba ve výrazu: Neočekávaný operátor / Chyba ve výrazu: Neočekávaný operátor / Chyba ve výrazu: Neočekávaný operátor / Chyba ve výrazu: Neočekávaný operátor / Chyba ve výrazu: Neočekávaný operátor / Chyba ve výrazu: Neočekávaný operátor / -1.0000-0 | 102238 Q10768593 | Kategorie „Alej u minerálního pramene“ na Wikimedia Commons         | Alej 184 stromů u minerálního pramene u železniční zastávky Tachov. |
| Knížecí alej v Tachově                         |                                                | Tachov 49°48′ s. š., 12°37′9″ v. d.                         | dub letní javor mléč javor klen jasan ztepilý olše lepkavá vrba bílá jírovec maďal lípa malolistá         | & Chyba ve výrazu: Neočekávaný operátor / Chyba ve výrazu: Neočekávaný operátor / Chyba ve výrazu: Neočekávaný operátor / Chyba ve výrazu: Neočekávaný operátor / Chyba ve výrazu: Neočekávaný operátor / Chyba ve výrazu: Neočekávaný operátor / Chyba ve výrazu: Neočekávaný operátor / Chyba ve výrazu: Neočekávaný operátor / Chyba ve výrazu: Neočekávaný operátor / Chyba ve výrazu: Neočekávaný operátor / Chyba ve výrazu: Neočekávaný operátor / Chyba ve výrazu: Neočekávaný operátor / Chyba ve výrazu: Neočekávaný operátor / Chyba ve výrazu: Neočekávaný operátor / Chyba ve výrazu: Neočekávaný operátor / -1.0000-0 | 102241 Q12029651 | Kategorie „Knížecí alej (Tachov)“ na Wikimedia Commons              | Stromořadí s 481 stromem podél Mže mezi Tachovem a osadou Světce. |
| Tisovský javor                                 |                                                | Tisová u Tachova 49°45′57″ s. š., 12°42′25″ v. d.           | javor klen                                                                                                | 380 | 102251 Q12059032 | Kategorie „Tisovský javor“ na Wikimedia Commons                     | V obci na jihovýchodní straně hřbitova |
| Týnecká lípa                                   | Týnecká lípa                                   | Týnec u Plané 49°51′ s. š., 12°46′10″ v. d.                 | lípa velkolistá                                                                                           | 435 | 102223 Q12060175 | Kategorie „Týnecká lípa“ na Wikimedia Commons                       | V obci na návsi |
| Muckovská alej                                 |                                                | Vysočany u Boru 49°41′35″ s. š., 12°43′53″ v. d.            | dub letní (28) jírovec maďal (138)                                                                        | & Chyba ve výrazu: Neočekávaný operátor / Chyba ve výrazu: Neočekávaný operátor / Chyba ve výrazu: Neočekávaný operátor / Chyba ve výrazu: Neočekávaný operátor / Chyba ve výrazu: Neočekávaný operátor / Chyba ve výrazu: Neočekávaný operátor / Chyba ve výrazu: Neočekávaný operátor / Chyba ve výrazu: Neočekávaný operátor / Chyba ve výrazu: Neočekávaný operátor / Chyba ve výrazu: Neočekávaný operátor / Chyba ve výrazu: Neočekávaný operátor / Chyba ve výrazu: Neočekávaný operátor / Chyba ve výrazu: Neočekávaný operátor / Chyba ve výrazu: Neočekávaný operátor / Chyba ve výrazu: Neočekávaný operátor / -1.0000-0 | 102236 Q12038922 | Kategorie „Muckovská alej“ na Wikimedia Commons                     | Od Muckovského rybníka podél silnice k Velkým Dvorcům |
| Lípy u Tabákového mlýna                        |                                                | Výškov u Chodové Plané 49°55′4″ s. š., 12°46′44″ v. d.      | lípa malolistá (1) lípa velkolistá (1)                                                                    | & Chyba ve výrazu: Neočekávaný operátor / Chyba ve výrazu: Neočekávaný operátor / Chyba ve výrazu: Neočekávaný operátor / Chyba ve výrazu: Neočekávaný operátor / Chyba ve výrazu: Neočekávaný operátor / Chyba ve výrazu: Neočekávaný operátor / Chyba ve výrazu: Neočekávaný operátor / Chyba ve výrazu: Neočekávaný operátor / Chyba ve výrazu: Neočekávaný operátor / Chyba ve výrazu: Neočekávaný operátor / Chyba ve výrazu: Neočekávaný operátor / Chyba ve výrazu: Neočekávaný operátor / Chyba ve výrazu: Neočekávaný operátor / Chyba ve výrazu: Neočekávaný operátor / Chyba ve výrazu: Neočekávaný operátor / -1.0000-0 | 102231 Q12034725 | Kategorie „Lípy u Tabákového mlýna“ na Wikimedia Commons            | Vlevo u vjezdu do mlýna |
| Lípa ve Výškovicích                            |                                                | Výškovice u Michalových Hor 49°55′59″ s. š., 12°48′6″ v. d. | lípa velkolistá                                                                                           | 546 | 102245 Q12034712 | Kategorie „Lípa ve Výškovicích“ na Wikimedia Commons                | 32 m vysoká lípa v obci u kaple. |
| Smrk u Žďáru †                                 |                                                | Žďár u Tachova 49°51′36″ s. š., 12°35′57″ v. d.             | smrk ztepilý                                                                                              | 300 | 102266 Q12055051 |                                                                     | V polesí Huť, jižně silnice Halže-Chodský Újezd. Při vichřici Sabina v únoru 2020 došlo k vyvrácení stromu, ochrana památného stromu byla proto 8. dubna 2020 zrušena. |